# Józef Turczyński

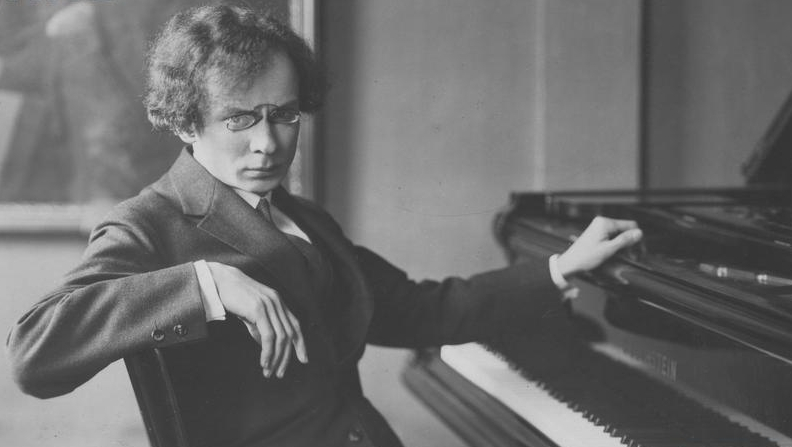
Józef Turczyński w 1930

Józef Turczyński (ur. 21 stycznia?/2 lutego 1884 w Żytomierzu, zm. 27 grudnia 1953 w Lozannie) – polski pianista, pedagog i edytor dzieł Chopina.

## Życiorys
Naukę gry na skrzypcach i fortepianie rozpoczął we wczesnym dzieciństwie pod kierunkiem ojca. Studia pianistyczne odbył w Petersburgu u Anny Jesipowej. Tam też studiował prawo na Uniwersytecie. W 1907 przebywał w Kijowie, gdzie uzyskał dyplom w dziedzinie prawa, a następnie udał się do Wiednia na kursy mistrzowskie u Ferruccio Busoniego. W styczniu 1912 wziął udział w konkursie pianistycznym w Petersburgu, na którym otrzymał I nagrodę.
Prasa petersburska pisała o nim, że: „okazał się fortepianistą wręcz niepospolitym”; „wszystkich konkurentów zaćmił [..], wzbudzając ogólny podziw i zachwyt zarówno wspaniałą techniką, pięknem i różnorodnością uderzenia połączonego z doskonałym wykończeniem, jak też samorzutną zdolnością odtwarzania każdego utworu z zapałem i natchnieniem.
Od tego momentu zaczął rozwijać intensywnie działalność wirtuozowską, występując w Warszawie, Petersburgu, Kijowie, Berlinie, Lipsku, Paryżu i in. Otrzymawszy w 1914 r. rękopis Kwintetu fortepianowego g-moll op. 34 Juliusza Zarębskiego intensywnie go popularyzował oraz wydał drukiem w 1931 r. W 1920 r. osiadł w Warszawie, gdzie przyjął profesurę wyższego kursu fortepianu w Konserwatorium Warszawskim. Od 1933 r. uczył również w założonym przez siebie Instytucie Gry Fortepianowej. Ważnym momentem w jego życiu artystycznym było spotkanie z Ignacym Janem Paderewskim w Morges, podczas którego przedstawił sławnemu kompozytorowi jego Sonatę es-moll. Paderewski urzeczony talentem i wspaniałą interpretacją tej kompozycji, udzielił mu kilku lekcji. „W całym życiu nie nauczyłem się tyle, ile przez kilka seansów z Paderewskim” – powiedział po latach. W l. (1920–1939) każdego roku odbywał tournée po Europie (Włochy, Francja, Niemcy, Bułgaria, Jugosławia, Szwajcaria, Dania, Estonia i in.). W 1937 r. z Paderewskim i Ludwikiem Bronarskim rozpoczął pracę nad redakcją Dzieł wszystkich Chopina. Wybuch II wojny światowej zastał go w Morges u Paderewskiego. Pozbawiony środków do życia, dzięki wstawiennictwu mistrza, zaczął występować w Szwajcarii przyjmując każdy koncert. Grał dzieła Chopina, Paderewskiego, Zarębskiego i Szymanowskiego oraz towarzyszył żonie śpiewaczce w pieśniach Chopina, Moniuszki, Paderewskiego, Szymanowskiego i in. Po wojnie do Polski nie wrócił. W 1946 r. odbył tournée po Anglii, a w sezonie 1950/1951 udał się na blisko roczny wojaż po Ameryce Południowej. W kręgach muzycznych cieszył się wielkim autorytetem. W repertuarze miał całą twórczość Chopina, którą przedstawiał czasem w serii recitali. Był jurorem Międzynarodowych Konkursów Chopinowskich w Warszawie (1927, 1932 i 1937).
Ostatnie lata spędził w Lozannie i Rio de Janeiro. Tam też koncertował, uczył gry na fortepianie oraz prowadził kursy mistrzowskie w zakresie interpretacji utworów Chopina.
Jego uczniami byli: Witold Małcużyński, Henryk Sztompka, Stanisław Szpinalski, Maryla Jonas, Maria Wiłkomirska, Aleksander Sienkiewicz, Jadwiga Sukiennicka, Stanisław Staniewicz, Max Fishman, Mieczysław Wajnberg, Halina Czerny-Stefańska i in.
Poza działalnością dydaktyczną, szczególne znaczenie osoby Józefa Turczyńskiego wiąże się z jego udziałem w pracy zespołu, który doprowadził do zbiorowego wydania dzieł wszystkich Fryderyka Chopina, firmowanego głównie nazwiskiem Paderewskiego, ale w rzeczywistości zasadniczą pracę wykonali właśnie Turczyński i Bronarski. Wydanie to mimo swoich oczywistych słabości, ustanowiło dość wysoki standard pracy wydawniczej odpowiadający ówczesnemu stanowi wiedzy muzykologicznej i przyczyniło się do upowszechnienia całości korpusu dzieł Chopina w Polsce i na świecie.

## Ordery i odznaczenia
- Krzyż Oficerski Orderu Odrodzenia Polski (9 listopada 1931)[1]
- Kawaler Orderu Legii Honorowej (Francja)[2]
- Order Zasługi Cywilnej (Bułgaria)[2]
- Order Korony Włoch (Włochy, 1932)[2][3]
- Medal Zasługi (Włochy)[2]
- Medal Mediolanu (Włochy)[2]